# All That You Can't Leave Behind
All That You Can't Leave Behind é o décimo álbum de estúdio da banda de rock irlandesa U2. Foi produzido por Daniel Lanois e Brian Eno, sendo lançado em 30 de outubro de 2000, pelas gravadoras Island Records no Reino Unido e Interscope Records nos Estados Unidos. Após a recepção mista para o seu álbum anterior de 1997, Pop, All That You Can't Leave Behind representou um retorno de um som mais convencional para a banda depois dos experimentos com rock alternativo e dance music na década de 1990. Na época do lançamento do álbum, a banda disse em várias ocasiões que eles "reaplicaram para a obra ... [de] a melhor banda do mundo". O U2 trouxe de volta os produtores Brian Eno e Daniel Lanois, que produziram uma série de álbuns anteriores da banda. O álbum foi originalmente nomeado "U2000", que foi um título de trabalho de sua turnê passada Popmart Tour.
All That You Can't Leave Behind vendeu mais de 12 milhões de cópias, recebeu a aclamação da crítica, e ganhou sete Grammy Awards. As músicas "Beautiful Day", "Walk On", "Elevation" e "Stuck in a Moment You Can't Get Out Of" foram todas singles de sucesso. Em 2003, o álbum foi classificado na posição de número #139 na lista de "Os 500 Maiores Álbuns de Todos os Tempos" da revista Rolling Stone.

## Gravação
A banda não ficou satisfeita com a recepção do álbum Pop e da Popmart Tour. Após a experimentação da banda com o rock alternativo e música eletrônica em seus três discos anteriores, o guitarrista The Edge disse que a banda tinha "tomado a desconstrução do rock 'n' roll da banda para o seu enésimo 'grau absoluto'". A banda pretendia retornar ao regime de música, que consistia quase inteiramente de guitarra, baixo e bateria, e se reagrupar em estúdio com relativa rapidez após a Popmart Tour ser encerrada. Eles se reuniram com os produtores Brian Eno e Daniel Lanois, que também haviam produzido os álbuns The Unforgettable Fire, The Joshua Tree e Achtung Baby.
Enquanto a banda queria desenvolver material antes da gravação, Eno convenceu-os a trabalhar em material de escrita rapidamente no estúdio. Durante três semanas no final de 1998, U2, Eno e Lanois gravaram demos em Hanover Quay Studios. Uma das ideias de qualidade que surgiram em algumas destas sessões breves, foi a música "Kite". O líder vocalista da banda, Bono, inspirou todos do estúdio e veio na sequência de problemas vocais que ele tinha tido nos últimos anos. U2 acreditava que teria um novo registro concluído a tempo para 1999. Depois das breves sessões de demonstração da banda, The Edge trabalhou sozinho nas ideias de novas canções antes de reunirem-se em Hanover Quays. Eles gravaram com a mentalidade de uma "banda em uma sala para tocar juntos", uma abordagem que levou para baixo o som do álbum mais despojado.
O envolvimento de Bono na campanha Jubilee 2000 (movimento internacional com mais de 40 países, com o objetivo de cancelar as dívidas dos países de terceiro mundo) o impediu de dedicar todo seu tempo à gravação do álbum, algo que Eno achava uma distração. Não foi além de dois meses para dividir as sessões quando Bono trabalhou com Lanois e Hal Wilner na trilha sonora do filme The Million Dollar Hotel. A banda tinha pensado que poderia completar o álbum até 1999, mas as sessões correram muito tempo, com horários conflitantes dos membros da banda, tocando em uma grande parte em atraso. O U2 não quis colocar um prazo para completar o álbum, após sua experiência com o seu álbum anterior, que teve de ser levado para a conclusão depois da pré-reserva da Popmart Tour.
No verão de 1999, o baixista Adam Clayton e o baterista Larry Mullen Jr. compraram casas no sul da França, a fim de estar perto das casas de Edge e Bono para que eles pudessem ter um lugar, tanto para "trabalhar e jogar".
A banda disse que All That You Can't Leave Behind era um álbum que reconheceu o seu passado. Por exemplo, houve um grande debate entre os membros da banda durante a escrita e gravação da canção "Beautiful Day"; The Edge estava brincando com um timbre de guitarra que ele não havia usado muito desde seu álbum de estúdio de 1983, War, e da banda, queria algo mais progressista. The Edge venceu, e o som iria ser incluído na versão final do estúdio para a canção. Além disso, embora o registro fosse descrito como "um retorno do U2 ao som tradicional", muitas canções eram complexas a manter elementos de experimentação da banda dos anos 90. "Beautiful Day" apresenta um ritmo de bateria eletrônica e de músicas de introduções, caracterizando uma "eletronização das cordas com um beatbox e uma parte string"; A canção "New York" veio quando os membros da banda estavam ausentes em uma reunião de Lanois e Eno, onde estavam brincando com um "loop de bateria" que o baterista Larry Mullen Jr. gravou. A gravação do álbum foi encerrada em 2000.

## Composição
O álbum foi visto como um retorno ao som tradicional da banda após as suas experimentações da década de 1990. De muitas maneiras, no entanto, esta é uma simplificação, já que o álbum inova ao manter o estilo sonoro de seus trabalhos dos anos de 1990 e conciliando a melodia, com o rock em seus trabalhos na década de 1980. A primeira música (e também primeiro single), "Beautiful Day", por exemplo, é um hino otimista que se abre com uma bateria eletrônica e um sequenciador de ritmo. O álbum também inclui "Stuck in a Moment You Can't Get Out Of", uma canção escrita por Bono para o seu amigo, vocalista do INXS, Michael Hutchence, que cometeu suicídio em 1997.

## Lançamento

### Promoção
Após a sua má recepção comparativamente de seu álbum anterior Pop, a banda declarou em várias ocasiões que "reaplicaram para a obra ... a melhor banda do mundo". As atividades de promoção do álbum inclui um dos primeiros do U2 como aparições na MTV no Total Request Live, na rede de televisão USA Network Farm Club, e Saturday Night Live. A banda deu início ao lançamento do álbum através da realização de um pequeno concerto para cerca de 600 pessoas no clube ManRay em Paris, França, em 19 de outubro de 2000, como parte da promoção para o 30º lançamento do álbum.

### Singles
"All That You Can't Leave Behind é fácil de relacionar-se, cheio de canções sólidas que apela para um público com suas noções claras de família, amizade, amor, morte e renascimento. ...os sons deste álbum vêm de uma banda que tem digerido a música começou a consumir enquanto fazia Rattle and Hum. Desta vez, eles não imitam e nem pagam tributo. Desta vez é a música da alma, e não sobre a música da alma".

— Caroline van Oosten de Boer
O álbum foi precedido pelo single "Beautiful Day", lançado em 9 de outubro de 2000. Foi o quarto single na #1 posição no Reino Unido, seu primeiro single na #1 posição na Holanda, e também foi o #1 durante uma semana na Austrália. A canção alcançou a posição #21 nos Estados Unidos.
O segundo single do álbum, "Stuck in a Moment You Can't Get Out Of", foi originalmente lançado em 16 de janeiro de 2001. Também foi um sucesso, alcançando a #2 posição no UK Singles Chart.
Um terceiro single, "Elevation", foi lançado em 2 de julho de 2001. A versão da canção lançada como single foi "Tomb Raider Mix", que apareceu em comerciais de televisão para o filme Lara Croft: Tomb Raider. Ela apresenta um arranjo mais hard rock do que a versão do álbum, e é essa disposição que a banda toca ao vivo.
O quarto single do álbum, "Walk On", foi lançado em 19 de novembro de 2001. A canção foi originalmente escrita sobre e dedicada a Aung San Suu Kyi, ativista birmanesa, mas a música assumiu um novo significado com os ouvintes depois dos ataques de 11 de setembro.

### Proibição na Birmânia
O álbum é proibido na Birmânia pelo State Peace and Development Council (SPDC), pois "Walk On" é uma canção dedicada aos direitos humanos da ativista Aung San Suu Kyi.

### A arte da capa
A fotografia da capa do álbum foi tirada pelo fotógrafo de longa data da banda, Anton Corbijn, no Roissy Hall 2F do Aeroporto Charles de Gaulle em Paris, na França. Ao contrário da cor ativa da manga nos registros da banda nos anos 90, é um cover da imagem do single monocromático no departamento terminal do aeroporto. Os designers descrevem a aparência que eles criaram como "crescido". As primeiras etapas da capa lançada para a imprensa mostra um sinal de partida onde se lê "F21-36", no entanto, isso foi mudado para J33-3, em referência ao versículo bíblico de Jeremias 33:3, "Clama a mim e eu te responderei coisas grandes e firmes que não sabes". Bono se refere a ele como o "número do telefone de Deus". A letra "3:33 when the numbers fell off the clock face" ("3:33 quando os números caíram da face do relógio") aparece na canção "Unknown Caller" do álbum de estúdio de 2009, No Line on the Horizon.

## Recepção da crítica
| Críticas profissionais | Críticas profissionais |
| Pontuações agregadas   | Pontuações agregadas   |
| Fonte                  | Avaliação              |
| ---------------------- | ---------------------- |
| Metacritic             | 79/100                 |
| Avaliações da crítica  |                        |
| Fonte                  | Avaliação              |
| Allmusic               | [ 11 ]                 |
| Slant Magazine         | [ 12 ]                 |
| Pitchfork              | [ 13 ]                 |
| Entertainment Weekly   | (A)                    |
| The Guardian           | [ 15 ]                 |
| Hot Press              | (11/12)                |
| New Zealand Herald     | [ 17 ]                 |
| NME                    | [ 18 ]                 |
| The A.V. Club          | (B-)                   |
| Rolling Stone          | [ 20 ]                 |

All That Can't Leave Behind recebeu muitas críticas positivas dos críticos musicais. De acordo com a revisão da Metacritic, recebeu uma pontuação média de 79/100, com base nas avaliações de 17 críticos, indicando 13 revisões positivas e 4 mistas, sendo nenhuma revisão negativa. Stephen Thomas Erlewine, do Allmusic, disse que o álbum "pode ser uma reminescência de The Joshua Tree (1987), mas que é um registro inteligente e artesanal, cheio de reviravoltas nos seus arranjos, pequenos detalhes sonoros e estilos". Afirmou também que "como qualquer outro trabalho, Leave Behind acaba sendo uma obra de prazeres modestos, onde a forma como o verso facilita no início do refrão acaba significando mais do que a mensagem geral, e este é verdadeiramente o primeiro álbum do U2 onde esse sentimento se aplica". Sal Cinquemani, da Slant Magazine, afirmou que o registro "é para aqueles que anseiam pela repetição de The Joshua Tree, e o álbum prova que a banda ainda tem o que é preciso para montar muitas canções pop". Brent DiCrescenzo, da Pitchfork, disse: "Este novo lote de canções anuncia uma revogação consciente e bem-vinda do dance flexível, mas com dimensões muito atrasadas. A árdua busca do soul, a banda hackeou sua 'carne' e o 'crânio', deixando uma aproximação lobotomizada de glória".
James Hunter afirmou que o álbum "se agrava sobre a simplicidade. As canções não são ocultadas por produção excessiva, e que o grupo não comete o pecado comum, que é a de regredir musicalmente", e também que, "apesar da banda estar procurando o essencial, em All That Can't Leave Behind, o drama desta busca está presente na música em si, na tensão entre a raia e a gentileza", ousando dizer que o registro é a "terceira obra-prima do U2, atrás de The Joshua Tree e Achtung Baby (1991)", em sua revisão de quatro estrelas. Adam Sweeting, do The Guardian, disse que "onde Achtung Baby cheirava de trauma e decadência, Leave Behind estendia a mão para um mundo mais amplo e um futuro brilhante. Onde as canções de Achtung surgia uma névoa venenosa da música industrial, os novos mantinham uma instrumentação simples e as cores modernas e luminosas". A revista NME publicou afirmando que o álbum "é modesto o suficiente para soar novo, mas suficientemente sugestivo de suas primeiras canções... os tempos de Joshua Tree que faziam parecer como se estivéssem um círculo completo" e, "como todas as coisas simplificadas, confortáveis, Leave Behind é também um pouquinho maçante. No entanto, é uma conquista louvável".
Steve Morse, do The Boston Globe, disse que o recorde "têm grandes canções bem-vindas que unem maravilhosamente uma mudança da natureza desarticulada de discos, como o álbum da banda de 1993, Zooropa e de 1997, Pop." Ele acreditava que Bono teve um cuidado especial na elaboração das letras, resultando no "mais pensativo, particular, e encargo de canções do U2 dentro da memória".
O primeiro single lançado foi ""Beautiful Day", que alcançou #1 posição nos gráficos do Reino Unido (que monitora a popularidade de canções individuais) e, na maioria dos países europeus, Canadá e Austrália. All That You Can't Leave Behind se tornou o quarto mais vendido álbum do U2, com vendas totais de 12 milhões. O álbum tem uma pontuação média crítica de 79/100 sobre a Metacritic.

### Prêmios e homenagens
All That You Can't Leave Behind e seus singles ganharam sete Grammy Awards, em dois anos. Em 2001, "Beautiful Day" ganhou a "Canção do Ano", "Melhor Performance de Rock por um Duo ou Grupo com Vocais", e "Gravação do Ano". Em 2002, "Walk On" ganhou o prêmio de "Gravação do Ano"; "Elevation" ganhou "Melhor Performance de Rock por um Duo ou Grupo com Vocais"; e "Stuck in a Moment You Can't Get Out Of" ganhou o de "Melhor Pop Performance de Duo ou Grupo com Vocais". O álbum também ganhou o prêmio de "Melhor Álbum de Rock" daquele ano. All That You Can't Leave Behind é o único álbum a vencer dois singles de "Gravação do Ano" em dois anos consecutivos.
Em 2003, All That You Can't Leave Behind foi classificado como número #139 na revista Rolling Stone na "lista dos 500 Melhores Álbuns de Todos os Tempos". Em 2009, foi classificado pela revista Rolling Stone, como o 13º melhor álbum da década, enquanto "Beautiful Day" foi classificada como a 9ª melhor canção. Está também na posição de número #197 na "lista dos 200 álbuns definitivos no Rock and Roll Hall of Fame".

## Elevation Tour

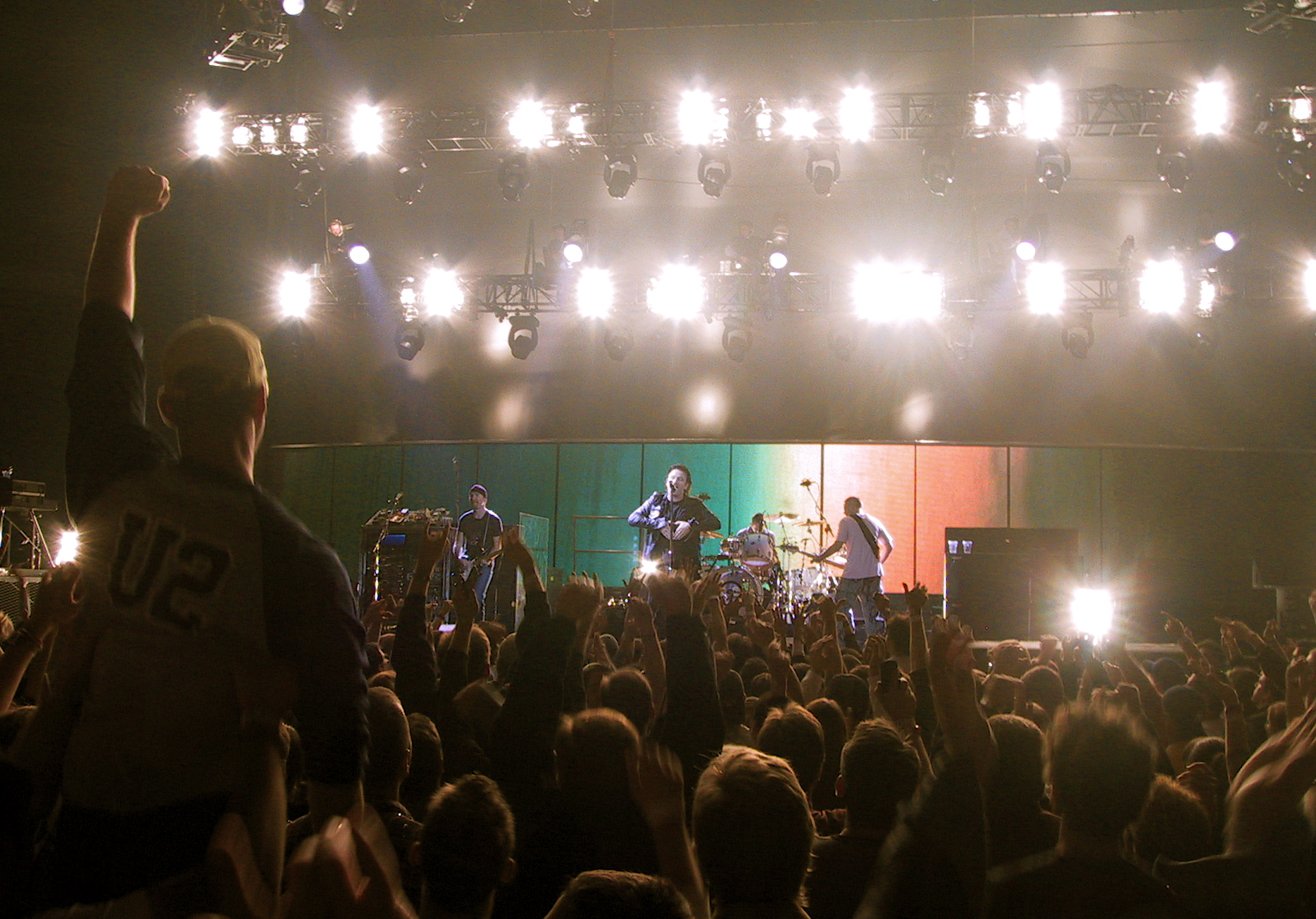
Apresentação da banda em Novembro de 2001 na Kemper Arena, em Kansas City, durante a Elevation Tour.

O acompanhamento da "Elevation Tour" começou oficialmente em 24 de março de 2001, com uma estadia de duas noites no National Car Rental Arena, em Fort Lauderdale, na Flórida, terminando em Miami, Flórida, em 2 de dezembro de 2001, no American Airlines Arena. A turnê contou com três partes e um total de 113 shows.
A turnê arrecadou cerca de $110 milhões nos Estados Unidos, e em 2005, foi listada como a maior turnê de estrangeiros de todos os tempos pela Pollstar, com muitos ingressos sendo vendidos fora do país. A banda tocou em vários shows na mesma localidade, incluindo quatro shows consecutivos em Chicago, Boston e Londres, respectivamente.
Durante sua turnê, a banda lançou dois concertos de vídeo, sendo eles Elevation 2001: Live from Boston (gravado em 6 de junho de 2001, no Fleet Center (atual TD Garden), sendo lançado em 26 de novembro do mesmo ano), e U2 Go Home: Live from Slane Castle (gravado em 1 de Setembro de 2001, sendo lançado somente em 17 e 18 de novembro de 2003, na Europa e Estados Unidos, respectivamente).

## Edição de aniversário de 20 anos
Em 30 de outubro de 2020, All That You Can't Leave Behind foi relançado em CD, vinil e digitalmente em comemoração ao seu 20º aniversário. O álbum foi remasterizado e lançado nas edições Standard, Deluxe e Super Deluxe, todas tendo a canção "The Ground Beneath Her Feet", incluída como faixa bônus no lançamento original do álbum. O box Super Deluxe, contendo 51 faixas, conta com: um livro de 32 páginas de fotografia de Anton Corbijn; Lados B e outtakes lançados anteriormente nas trilhas sonoras de Unreleased & Rare e The Million Dollar Hotel; áudio completo das apresentações de junho de 2001 em Boston (retirado do vídeo do show Elevation 2001: Live from Boston); e 11 remixes, 4 dos quais inéditos.

## Lista de faixas
Todas as letras escritas por Bono, exceto onde indicado, todas as músicas compostas por U2.
| N.º            | Título                                   | Letras         | Produtor(es)                                 | Duração |  |
| 1.             | "Beautiful Day"                          |                | Daniel Lanois Brian Eno Steve Lillywhite     | 4:06    |  |
| 2.             | "Stuck in a Moment You Can't Get Out Of" | Bono The Edge  | Lanois Eno                                   | 4:32    |  |
| 3.             | "Elevation"                              |                | Lanois Eno                                   | 3:45    |  |
| 4.             | "Walk On"                                |                | Lanois Eno Lillywhite                        | 4:55    |  |
| 5.             | "Kite"                                   | Bono The Edge  | Lanois Eno                                   | 4:23    |  |
| 6.             | "In a Little While"                      |                | Eno Lanois Richard Stannard Julian Gallagher | 3:37    |  |
| 7.             | "Wild Honey"                             |                | Eno Lanois                                   | 3:47    |  |
| 8.             | "Peace on Earth"                         |                | Lanois Eno Mike Hedges                       | 4:46    |  |
| 9.             | "When I Look at the World"               | Bono The Edge  | Eno Lanois                                   | 4:15    |  |
| 10.            | "New York"                               |                | Eno Lanois                                   | 5:28    |  |
| 11.            | "Grace"                                  |                | Lanois Eno                                   | 5:31    |  |
| Duração total: | Duração total:                           | Duração total: | Duração total:                               | 49:25   |  |

| Edição Internacional |                               |                |                |         |  |
| N.º                  | Título                        | Letras         | Produtor(es)   | Duração |  |
| 12.                  | "The Ground Beneath Her Feet" | Salman Rushdie | Lanois Eno     | 3:44    |  |
| Duração total:       | Duração total:                | Duração total: | Duração total: | 53:19   |  |

| Reedição do 20.º aniversário – CD2: B-Sides, Out-takes, Alternatives |                                                             |         |  |
| N.º                                                                  | Título                                                      | Duração |  |
| 1.                                                                   | "Levitate"                                                  | 5:10    |  |
| 2.                                                                   | "Summer Rain"                                               | 4:08    |  |
| 3.                                                                   | "Stateless"                                                 | 4:07    |  |
| 4.                                                                   | "Always"                                                    | 3:49    |  |
| 5.                                                                   | "Love You Like Mad"                                         | 4:19    |  |
| 6.                                                                   | "Big Girls Are Best"                                        | 3:36    |  |
| 7.                                                                   | "Don't Take Your Guns to Town"                              | 4:14    |  |
| 8.                                                                   | "Stuck in a Moment You Can't Get Out Of" (Acoustic Version) | 3:44    |  |
| 9.                                                                   | "Flower Child"                                              | 4:55    |  |
| Duração total:                                                       | Duração total:                                              | 38:02   |  |

| Reedição do 20.º aniversário – CD 3: Elevation Live from Boston |                                          |         |  |
| N.º                                                             | Título                                   | Duração |  |
| 1.                                                              | "Elevation"                              | 5:09    |  |
| 2.                                                              | "Beautiful Day"                          | 4:43    |  |
| 3.                                                              | "Until the End of the World"             | 5:15    |  |
| 4.                                                              | "Stuck in a Moment You Can't Get Out Of" | 3:49    |  |
| 5.                                                              | "Kite"                                   | 5:25    |  |
| 6.                                                              | "Gone"                                   | 4:55    |  |
| 7.                                                              | "New York"                               | 5:51    |  |
| 8.                                                              | "I Will Follow"                          | 5:10    |  |
| 9.                                                              | "Sunday Bloody Sunday"                   | 7:24    |  |
| Duração total:                                                  | Duração total:                           | 49:55   |  |

| Reedição do 20.º aniversário – CD 4: Elevation Live from Boston |                                  |         |  |
| N.º                                                             | Título                           | Duração |  |
| 1.                                                              | "In a Little While"              | 6:54    |  |
| 2.                                                              | "Desire"                         | 3:06    |  |
| 3.                                                              | "Stay (Faraway, So Close!)"      | 4:50    |  |
| 4.                                                              | "Bad"                            | 6:23    |  |
| 5.                                                              | "Where the Streets Have No Name" | 6:31    |  |
| 6.                                                              | "Bullet the Blue Sky"            | 6:19    |  |
| 7.                                                              | "With or Without You"            | 5:31    |  |
| 8.                                                              | "The Fly"                        | 7:51    |  |
| 9.                                                              | "Wake Up Dead Man"               | 1:25    |  |
| 10.                                                             | "Walk On"                        | 6:38    |  |
| Duração total:                                                  | Duração total:                   | 49:55   |  |

| Reedição do 20.º aniversário – CD 5: Remixes |                                               |         |  |
| N.º                                          | Título                                        | Duração |  |
| 1.                                           | "Elevation" (Paul Van Dyk Remix)              | 7:57    |  |
| 2.                                           | "Elevation" (Influx Remix)                    | 4:03    |  |
| 3.                                           | "New York" (Carnegie's Deli Remix)            | 7:05    |  |
| 4.                                           | "New York" (Superman Kicks Ativan Remix)      | 7:31    |  |
| 5.                                           | "Beautiful Day" (Quincey & Sonance Remix)     | 7:57    |  |
| 6.                                           | "Beautiful Day" (The Perfecto Mix)            | 7:51    |  |
| 7.                                           | "In a Little While" (Nightmares on Wax Remix) | 5:31    |  |
| 8.                                           | "Walk On" (Wyclef Jean Remix)                 | 4:44    |  |
| 9.                                           | "When I Look at the World" (Picante Remix)    | 5:14    |  |
| 10.                                          | "Elevation" (Escalation Mix)                  | 7:05    |  |
| 11.                                          | "Elevation" (Quincey & Sonance Remix)         | 6:55    |  |
| Duração total:                               | Duração total:                                | 71:37   |  |

## Pessoal
| U2 - Bono – Vocalista, guitarra, sintetizadores (faixa 2) - The Edge – Guitarra, piano, vocal, sintetizadores (faixa 3), cordas (faixa 5) - Adam Clayton – Baixo - Larry Mullen, Jr. – Bateria, percussão Performances adicionais - Brian Eno – Sintetizadores, programação, vocal de apoio, arranjo de cordas - Daniel Lanois – Vocal de apoio, guitarra adicional - Paul Barrett – Bronze (faixa 2) | Técnica - Produção – Daniel Lanois, Brian Eno - Produção adicional – Steve Lillywhite, Mike Hedges, Richard Stannard, Julian Gallagher - Engenharia – Richard Rainey - Mixagem – Richard Rainey, Tim Palmer, Mike Hedges, Richard Stannard and Julian Gallagher, Brian Eno, Daniel Lanois, Steve Fitzmaurice - Engenharia e assistência de mixagem – Chris Heaney, Alvin Sweeney, Jay Goin - Engenharia adicional – Tim Palmer, Stephen Harris, Ger McDonnell, Mark Howard, Alex Haas - Assistênia de engenharia complementar – Keith McDonnell, Stephen Harris - Masterização de áudio – Arnie Acosta |

## Paradas musicais
| País/Parada (2000)                    | Melhor posição |
| ------------------------------------- | -------------- |
| Alemanha (Offizielle Deutsche Charts) | 1              |
| Austrália (ARIA Charts)               | 1              |
| Áustria (Ö3 Austria Top 40)           | 1              |
| Bélgica (Ultratop de Flandres)        | 1              |
| Bélgica (Ultratop de Valônia)         | 1              |
| Canadá (Canadian Albums Chart)        | 1              |
| Dinamarca (Hitlisten)                 | 2              |
| Escócia (Scottish Albums Charts)      | 1              |
| Espanha (PROMUSICAE)                  | 19             |
| Estados Unidos (Billboard 200)        | 1              |
| Europa (European Top 100 Albums)      | 1              |
| Finlândia (Suomen virallinen lista)   | 1              |
| França (SNEP)                         | 1              |
| Irlanda (IRMA)                        | 1              |
| Itália (FIMI)                         | 1              |
| Nova Zelândia (Recorded Music NZ)     | 1              |
| Noruega (VG-lista)                    | 2              |
| Países Baixos (MegaCharts)            | 1              |
| Polônia (OLiS)                        | 1              |
| Portugal (AFP)                        | 1              |
| Reino Unido (UK Albums Chart)         | 1              |
| Suécia (Sverigetopplistan)            | 1              |
| Suíça (Swiss Hitparade)               | 2              |
| Fim de Década (2000–09)               | Posição fixada |
| Austrália (ARIA Charts)               | 41             |
| Estados Unidos (Billboard 200)        | 68             |

| País/Parada (2020)                      | Melhor posição |
| --------------------------------------- | -------------- |
| Estados Unidos (Top Pop Catalog Albums) | 9              |
| Estados Unidos (Top Rock Albums)        | 14             |
| Estados Unidos (Top Tastemaker Albums)  | 5              |

| País/Parada (2000)                    | Posição fixada |
| ------------------------------------- | -------------- |
| Alemanha (Offizielle Deutsche Charts) | 51             |
| Austrália (ARIA Charts)               | 8              |
| Áustria (Ö3 Austria)                  | 21             |
| Bélgica (Ultratop de Flandres)        | 32             |
| Bélgica (Ultratop de Valônia)         | 30             |
| Canadá (Top 200 Albums)               | 30             |
| Dinamarca (Hitlisten)                 | 13             |
| Espanha (PROMUSICAE)                  | 20             |
| Estados Unidos (Billboard 200)        | 153            |
| Europa (Music & Media)                | 29             |
| França (SNEP)                         | 19             |
| Itália (FIMI)                         | 6              |
| Países Baixos (Album Top 100)         | 3              |
| Reino Unido (UK Albums Chart)         | 30             |
| Suécia (Sverigetopplistan)            | 20             |
| Suíça (Schweizer Hitparade)           | 11             |
| País/Parada (2001)                    | Posição fixada |
| Austrália (ARIA Charts)               | 10             |
| Áustria (Ö3 Austria)                  | 16             |
| Bélgica (Ultratop de Flandres)        | 25             |
| Bélgica (Ultratop de Valônia)         | 48             |
| Canadá (Top 200 Albums)               | 18             |
| Dinamarca (Hitlisten)                 | 16             |
| Espanha (PROMUSICAE)                  | 40             |
| Estados Unidos (Billboard 200)        | 26             |
| Europa (Music & Media)                | 7              |
| França (SNEP)                         | 48             |
| Irlanda (IRMA)                        | 6              |
| Itália (FIMI)                         | 13             |
| Nova Zelândia (RMNZ)                  | 40             |
| Países Baixos (Album Top 100)         | 7              |
| Reino Unido (UK Albums Chart)         | 23             |
| Suíça (Schweizer Hitparade)           | 11             |
| País/Parada (2002)                    | Posição fixada |
| Austrália (ARIA Charts)               | 76             |
| Canadá (Top 200 Albums)               | 63             |
| Canadá (Alternative Albums)           | 17             |

## Certificações
| Alemanha (BVMI) | 3x Ouro    | 450 000^ |
| Argentina (CAPIF) | Platina    | 60 000^  |
| Austrália (ARIA) | 5x Platina | 350 000^ |
| *Certificação com base no número de vendas ^Certificação com base no varejo ‡ Certificação com base no número de vendas + streaming |            |          |